# Ліпіни (Радомський повіт)
Ліпіни (пол. Lipiny) — село в Польщі, у гміні Гузд Радомського повіту Мазовецького воєводства.
Населення — 380 осіб (2011).
У 1975-1998 роках село належало до Радомського воєводства.

## Демографія
Демографічна структура станом на 31 березня 2011 року:
|          | Загалом | Допрацездатний вік | Працездатний вік | Постпрацездатний вік |
| -------- | ------- | ------------------ | ---------------- | -------------------- |
| Чоловіки | 202     | 34                 | 150              | 18                   |
| Жінки    | 178     | 37                 | 109              | 32                   |
| Разом    | 380     | 71                 | 259              | 50                   |